# کوربلاغ (اهر)
کوربلاغ (اهر)، روستایی از توابع بخش فندقلو شهرستان اهر در استان آذربایجان شرقی ایران استاین روستا در دهستان قشلاق قرار دارد و براساس سرشماری مرکز آمار ایران در سال ۱۳۸۵، جمعیت آن ۱۴۰ نفر (۳۱خانوار) بوده‌است.
روستای کوربلاغ از دیر باز آباد بوده ودارای مزارع وسیع به صورت دیم بوده‌ است، که هم‌ اکنون نیز یکی از مناطق مهم کشاورزی در اهر می‌باشد، علیرغم اینکه اکثر سکنه آن از روستا کوچ نموده و اکثراً به شهرهای اهر _ تبریز _تهران _مشهد _شهرهای شمالی ایران مهاجرت نموده‌اند ولی باز در زمان برداشت محصولات به روستا باز میگردند.
سال های قبل از 88 مراسمات مختلفی در این روستا از جمله مراسم عزاداری تاسوا و عاشورا برگزار میشد ولی بعد ها به دلیل فوت خان روستا، حاج جمشید خان بزرگ ، مراسمات کم رنگ تر شد. کوربلاغ از دیر باز خان‌نشین بوده و به دلیل وجود مزارع گندم و جو همواره مورد توجه حاکمان وقت قرار داشته‌است. مرحوم حاج پولاد قنبرپور یکی از رجال شناخته شده این روستا و فردی متدین و مورد اعتماد بود که قبل از انقلاب برای مدتی کدخدا بوده و با دریافت مبالغ مستمری به عنوان ریش سفید روستا اختلافات مردم را حل و فصل می‌کرد.
اخیراً وجود معدن اورانیوم در قسمتی از زمین کوربلاغ گزارش شده‌ است، که این امر باعث افزایش قیمت املاک و مزارع گردیده و افراد سود جو از این مسئله سوء استفاده کرده و باعث به راه انداختن درگیری و نفاق بین خان زاده ها شده است. از عقاید این خان زاده ها میتوان به تعصب و غیرت شدید روی زمین هایشان که از مشاعات است و افراد غیر ساکن برای آنها دندان تیز کرده اند اشاره کرد.
راه روستایی آن از جاده اصلی جدیداً آسفالت شده است و در ایام قدیم تردد شهر خیاو و اردبیل از جاده مشهور به پست یولی بوده و راه اصلی ارتباط شهرستان اهر با مشکین شهر- خیاو- اردبیل و شمال کشور بوده‌است که هم ‌اکنون نیز حداقل راه ارتباطی ۷ روستا می‌باشد که تا روستای زگلیگ کوربلاغ به همت اهالی این روستاها و مساعدت دولت آسفالت ریزی شده است.

## کوه‌های مریخی
نام روستای «زگلیک کوربلاغ» اهر به دلیل دره‌ای است که در مجاورت این روستا قرار دارد. دره زگلیک یا جیریخلار، دره‌ای کاملاً دست نخورده و طبیعی است، از دید گردشگران پنهان مانده است و به غیر از افراد بومی و کوهنوردان کمتر کسی آن را دیده است.